# Чувашка
Чува́шка (рос. Чувашка) — селище у складі Мисківського міського округу Кемеровської області, Росія.

## Населення
Населення — 249 осіб (2010; 245 у 2002).
Національний склад (станом на 2002 рік):
- шорці — 67 %
- росіяни — 27 %